# Glen Mazzara
Glen Mazzara (New York, 6 luglio 1967) è uno sceneggiatore e produttore televisivo statunitense. È noto soprattutto per aver ideato la serie televisiva Crash e per aver lavorato come sceneggiatore e produttore esecutivo a diverse serie, tra cui The Shield, Hawthorne e The Walking Dead.

## Biografia
Mazzara è nato nel 1967 a Manhattan, di origini italiane, è cresciuto nel Queens. Ha frequentato l'Università di New York e ha conseguito un master in lingua inglese. Ha lavorato come amministratore sanitario a New York, prima di trasferirsi a Los Angeles nel 1998, per intraprendere la carriera di sceneggiatore.
Ha lavorato come story editor e sceneggiatore per la quarta e la quinta stagione della serie televisiva Nash Bridges. Nel 2002 ha lavorato per The Shield come story editor esecutivo e sceneggiatore durante la prima stagione, successivamente è stato promosso come produttore della seconda stagione, pur continuando a sceneggiare, come supervisore alla produzione per la terza stagione, come co-produttore esecutivo per la quarta stagione e infine come produttore esecutivo per la quinta stagione, per poi abbandonare la serie durante la sesta stagione, nel 2006. In seguito ha lavorato come produttore esecutivo della serie televisiva Standoff, e come co-produttore esecutivo della prima stagione della serie di NBC Life.
Mazzara ha abbandonato Life per dedicarsi come showrunner e sceneggiatore alla realizzazione di una nuova serie televisiva da lui ideata, Crash, basata sull'omonimo film vincitore del premio Oscar. Ha abbandonato la serie dopo una stagione, sebbene sia stato accreditato come produttore consulente della seconda stagione.
Nel 2009 ha lavorato come sceneggiatore e produttore esecutivo alla serie medica Hawthorne - Angeli in corsia, per due stagioni.
Dopo aver sceneggiato gli episodi 1x05 e 2x01 della serie televisiva The Walking Dead, il 27 luglio 2011, a metà della produzione della seconda stagione, è stata annunciata l'assunzione di Mazzara come showrunner della serie, dopo l'abbandono dell'incarico da parte Frank Darabont in accordo con l'emittente AMC. Mazzara ha annunciato che, in comune accordo con AMC e a causa di una «differenza di opinioni sulla direzione che la serie debba intraprendere», abbandonerà l'incarico di show runner e produttore esecutivo della serie dopo la conclusione della terza stagione.

## Filmografia

### Sceneggiatore
- Nash Bridges – serie TV, 6 episodi (1998-2000)
- The Shield – serie TV, 16 episodi (2002-2007)
- Standoff – serie TV, episodio 1x05 (2006)
- Life – serie TV, episodio 1x03 (2007)
- Crash – serie TV, 5 episodi (2008-2009)
- Hawthorne - Angeli in corsia (Hawthorne) – serie TV, 5 episodi (2009-2010)
- The Walking Dead – serie TV, 6 episodi (2010-in corso)
- Criminal Minds: Suspect Behavior – serie TV, episodi 1x07-1x11 (2011)
- Damien – serie TV (2016)

### Produttore
- The Shield – serie TV, 13 episodi (2003) – produttore
- The Shield – serie TV, 15 episodi (2004) – supervisore alla produzione
- The Shield – serie TV, 29 episodi (2005-2007) – produttore/coproduttore esecutivo
- Standoff – serie TV, 8 episodi (2006) – produttore esecutivo
- Life – serie TV, 10 episodi (2007) – coproduttore esecutivo
- Crash – serie TV, 13 episodi (2008-2009) – produttore esecutivo
- Crash – serie TV, 13 episodi (2009) – produttore consulente
- Hawthorne - Angeli in corsia (Hawthorne) – serie TV, 25 episodi (2009-2011) – produttore esecutivo
- Criminal Minds: Suspect Behavior – serie TV, 11 episodi (2011) – produttore consulente
- The Walking Dead – serie TV, 21 episodi (2011-2013) – produttore esecutivo
- Damien – serie TV (2016)